# Bird Atlas
Pour plus de détails, voir Fiche technique et Distribution.
Bird Atlas est un film tchèque réalisé par Olmo Omerzu et sorti en 2021.

## Fiche technique
- Titre : Bird Atlas
- Titre original : Atlas ptáku
- Réalisation : Olmo Omerzu
- Scénario : Olmo Omerzu et Petr Pýcha
- Photographie : Lukás Milota
- Décors : Antonin Silar
- Son : Pavel Rejholec
- Montage : Jana Vlcková
- Musique : Monika Midriaková
- Société de production : Endorfilm
- Pays de production :  République tchèque
- Durée : 92 minutes
- Date de sortie : République tchèque - 2 septembre 2021[1]

## Distribution
- Miroslav Donutil
- Alena Mihulová
- Martin Pechlát
- Eliška Křenková
- Vojtěch Kotek
- Pavla Beretová

## Sélections
- Festival international du film de Karlovy Vary 2021[2]
- Festival international du film de São Paulo 2021[3]